# Oua Tom
Oua Tom, pleme novokaledonskih Melanezijaca (Kanaka), oko 100 km sjeverozapadno od Noumee blizu Boulouparisa i La Foa. U istoimenom selu očuvala se traddiciionalna domorodačka arhitektura (slika  Arhivirana inačica izvorne stranice od 10. veljače 2013. (Wayback Machine)); detalj. 